# Argostemmateae
Argostemmateae es una tribu de plantas perteneciente a la familia Rubiaceae.

## Géneros
Según NCBI
- Argostemma - Mouretia - Mycetia - Neohymenopogon[1]